# Districte de Lebern

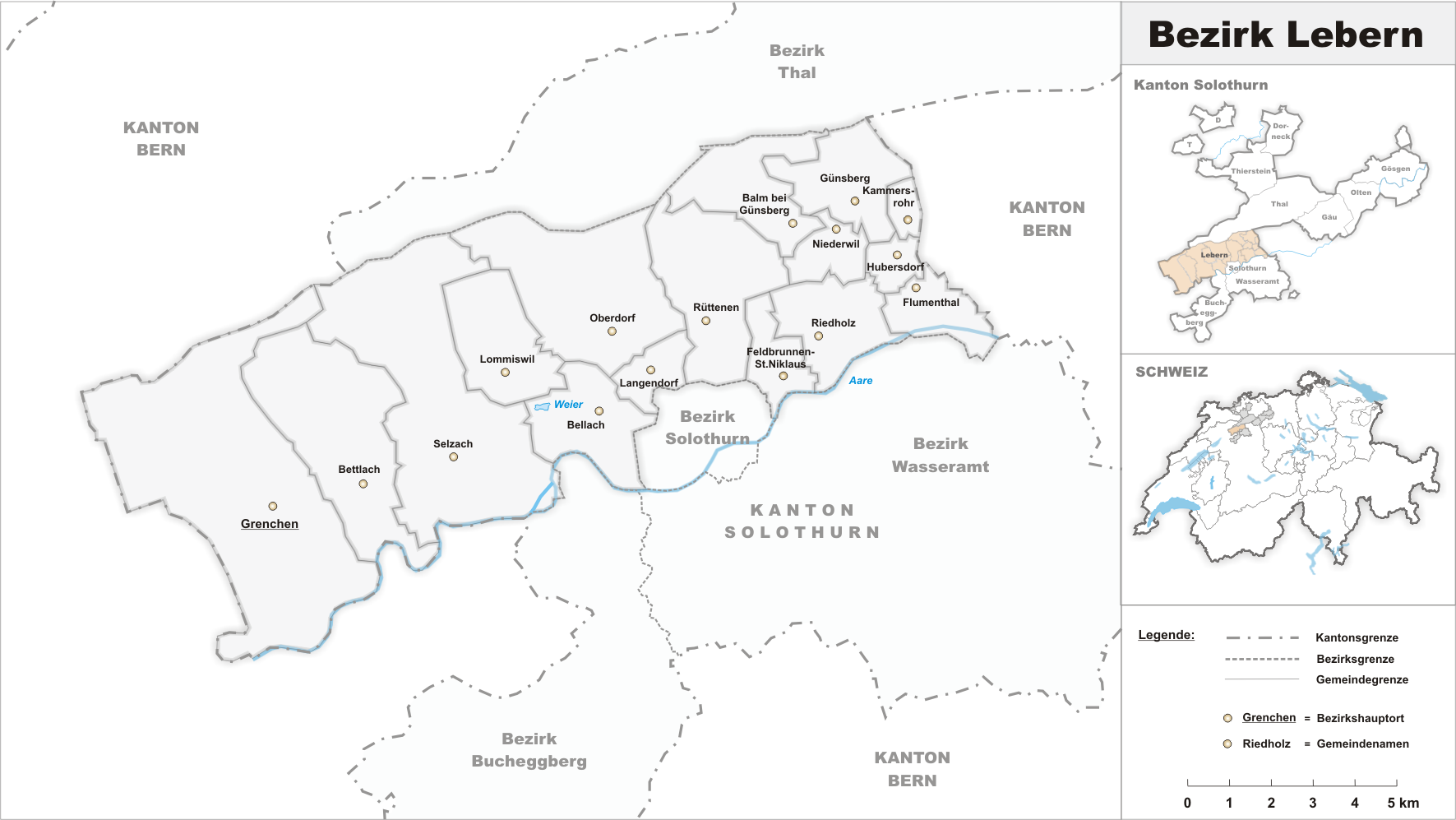
El districte de Lebern

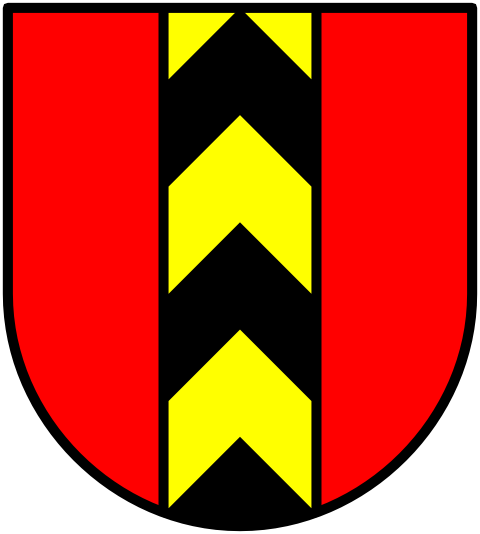
Escut del districte de Lebern

El districte de Lebern és un dels deu districtes del cantó de Solothurn (Suïssa). Té una població de 42968 habitants (cens de 2007) i una superfície de 117.34 km². Està format per 16 municipis i el cap del districte és Grenchen.

## Municipis
- CH-4525 Balm bei Günsberg
- CH-2512 Bellach
- CH-2544 Bettlach
- CH-4532 Feldbrunnen-St.Niklaus
- CH-4534 Flumenthal
- CH-2540 Grenchen
- CH-4524 Günsberg
- CH-4535 Hubersdorf
- CH-4535 Kammersrohr
- CH-4513 Langendorf
- CH-4514 Lommiswil
- CH-4523 Niederwil
- CH-4515 Oberdorf
- CH-4533 Riedholz
- CH-4522 Rüttenen
- CH-2545 Selzach